# Гражданские войны. Часть 1
«Гражданские войны. Часть 1» (англ. Civil Wars, Part 1) — третий эпизод второго сезона американского мультсериала «Легенда о Корре».

## Сюжет
В южное племя Воды прибывают войска северного племени. Уналак убеждает Корру, что они здесь для защиты открывшегося портала. Он говорит, что ей также будет нужно открыть портал на северном полюсе. Тензин с семьёй отдыхает в Южном храме воздуха, но не видит среди детей Икки. Они признаются, что дразнили её, и она убежала. Тензин, Буми и Кая идут её искать. На собрании в доме Тонрака Варик возмущается прибытием северных войск, и люди поддерживают его. Отец просит Корру поговорить с дядей. Болин возит Эску и Десну на повозке и устаёт от их компании, а затем просит совета у брата. Мако говорит ему бросить Эску. Корра приходит к Уналаку и предупреждает о возможной гражданской войне. Дядя просит Аватара предотвратить конфликт. На улицах дети бросают в северные войска снежки, и солдаты хотят их наказать, но члены южного племени встают на защиту. Приходит Корра и просит всех успокоиться, и южане считают её предательницей. Является Тонрак и просит южан идти домой. Тензин, Буми и Кая, ищущие Икки, ругаются из-за того, что первый был любимчиком отца.
Корра говорит с Мако о последних событиях, и они решают пообедать наедине. Однако к ним присоединяются Болин, Эска и Десна. Когда последние двое отходят, Болин признаётся, что не смог расстаться с Эской. К ночи Кая находит следы Икки, и они идут по ним, но Буми падает со скользкой скалы, решая пойти по не стандартному пути. Корра приходит к матери и переживает из-за того, что её удерживали в южном племени не по приказу Аанга, а по прихоти Тензина и Тонрака, а также из-за гражданской войны. Мать отвечает, что оберегание её на родине было для её же блага. Когда она сообщает о заговоре Варика против Уналака, в который предложили вступить отцу Корры, Аватар убегает. Она приходит к Уналаку и видит южан в масках, которые похитили его. Она просит их остановиться, но они атакуют, говоря Тонраку уносить Уналака. Корра не желает драться с соплеменниками и вынуждена связать их. Затем она гонится за отцом и останавливает его, но, снимая маску, видит другого человека. Восставших арестовывают, и дядя благодарит племянницу за спасение. Она просит не бросать их в тюрьму, а представить суду, и Уналак соглашается. Кая исцеляет Буми после падения, и семья снова ругается. Тензин просит их идти домой, а сам продолжает поиски. Наутро Корра приходит к родителям и радуется, что отец не участвовал в преступлении, но является Уналак со стражниками и арестовывает Тонрака и Сенну, обвиняя их в заговоре.

## Отзывы

Динамика оценок IGN к эпизодам 2 сезона мультсериала

Макс Николсон из IGN поставил эпизоду оценку 8 из 10 и написал, что «стычка Корры с повстанцами во время похищения Уналака была захватывающей демонстрацией её способностей». Рецензенту также особенно понравилась сцена разговора Корры с матерью, ведь «было приятно узнать её точку зрения на вещи». Эмили Гендельсбергер из The A.V. Club поставила эпизоду оценку «C+» и отметила «один интересный момент», «когда Мако использует неудачную метафору про кровососущих пиявок для обозначения нежеланных девушек».
Каси Феррелл из Den of Geek посчитала, что «этот эпизод далёк от совершенства, но он определённо сделал шаг вперёд по сравнению с прошлой неделей и больше соответствует тому качеству», которое она ожидала. Её коллега Майкл Маммано дал эпизоду 4,5 звёзд из 5 и написал, что «сценарий был прочным, сильным и сделал эти полчаса интенсивными, захватывающими и удовлетворяющими, по сути, представляя политический дискурс и семейную терапию».
Главный редактор The Filtered Lens, Мэтт Доэрти, поставил эпизоду оценку «A-». Он был разочарован, что «Аанг, возможно, не был лучшим отцом для Буми и Каи, предпочитая сына-мага воздуха, который нёс наследие его культуры», и был зол на сценаристов за разрушение его совершенных представлений. Однако в то же время он подчеркнул, что это «самая правдоподобная вещь, которую когда-либо делал мультсериал», ибо «Аанг и Катара не были идеальными людьми», ведь «идеальных родителей не бывает».
Мордикай Кнод из Tor.com посчитал, что решение сделать Варика борцом за свободу «довольно правдоподобное», ведь у него есть «мотив наживы», которую он мог потерять из-за захвата племени.
Эпизод собрал 2,19 миллиона зрителей у телеэкранов США.